# Fidget house
Fidget house – podgatunek muzyki house powstały pod koniec lat 2000., głównie za sprawą dwóch producentów, przez których prawdopodobnie dla żartu (od słowa fidget oznaczającego denerwować się, być niespokojnym) została wymyślona nazwa tego gatunku – Jesse Rose i Switch. Styl ten charakteryzuje się łączeniem typowych cech muzyki house (stopa grająca jednostajnie w metrum 4/4, zapętlona linia basowa) i krótkich, ciężkich, piskliwych dźwięków, zbliżonych brzmieniem do muzyki glitch. Utwory stylistycznie kwalifikujące się jako fidget house sprawiają wrażenie minimalistycznych i surowych w brzmieniu, jeżeli posiadają wokal – zwykle jest on rapowany.